# NGC 2826
NGC 2826 je galaksija u zviježđu Risu.

## Vanjske poveznice
- SEDS: NGC 2826